# Mozambiques økonomi
Mozambiques økonomi har udviklet sig siden landets uafhængighed i 1975, da Mozambique var en af verdens fattigste lande. Den officielle valuta er metical. Amerikanske dollar, rand og mere nylig euro er også vidt accepteret og brugt i dagens forretningstransaktioner. Mozambique er på 115. pladsen over verdens landes BNP med en BNP på 6.676 millioner US-dollar (2005). Minimumslønnen var efter loven på 60 dollar pr. måned. Men der er fra 1 april 2012, blevet besluttet en stigning indenfor 9 sektorer, så minimumslønnen nu er på mellem 83 og 222 USD.

## Historie

### 1990'erne
Tilbageføringen af krigsfanger og flygtninge efter borgerkrigen, og vellykket økonomisk reform har ført til høj vækst. Gennemsnitsvæksten fra 1993 til 1999 var 6,7 %, fra 1997 til 1999 var den gennemsnitlig mere end 10 % pr. år. 

### 2000'erne
De ødelæggende oversvømmelser tidligt i 2000 satte en dæmper på væksten i BNP og det år var den bare 2,1 %. Fuld genoprettelse blev det i 2001 med 14,8 %. I 2003 var den 7 %. Myndighedene regner med at økonomien vil fortsætte med at øge mellem 7 % og 10 % pr. år de næste fem år. Den høje økonomiske vækst er afhængig af flere betydelige udenlandske investeringsprojekter, fortsatte økonomiske reformer og fornyelse af landbruget, transport og turismen. 
Mere end 75% af befolkningen driver med småskala landbrug, som fremdeles lider af manglende infrastruktur, kommercielle netværk og investeringer. Anslagsvis 88 % af Mozambique dyrkbare jord er fremdeles ukultiveret. 
Den store udfordring for myndighederne er at sørge for at landets økonomiske vækst kommer hele befolkningen til gode – også det fattige flertal på bygder. Verdensbanken og udenlandske donorer lovpriser den gode økonomiske vækst i landet, men kritiserer samtidig myndighedernes halvhjertede indsats for at bekæmpe korruption. Den omfattende korruption anses at være en væsentlig brems for generel udvikling og fattigdomsbekæmpelse i landet. Landets mest kendte korruptionsbekæmper, journalisten og redaktøren Carlos Cardoso blev likvideret i Maputo i november 2000. Selv om drabsmændene og nogle bagmænd blev idømt langvarige straffe, blev det efterforsket om opdragsgiverne bl.a. kunne inkludere Nyimpine Chissano, sønnen til landets daværende præsident. Efterforskningen blev afsluttet da Nyimpine Chissano døde i november 2007.
Regeringens tætte kontrol på udgifterne og pengeforsyningen, kombineret med reform i den finansielle sektor, reducerede inflationen fra 70 % i 1994 til mindre end 5 % fra 1998–99. De økonomiske forstyrrelser som opstod med de ødelæggende oversvømmelser i 2000, førte inflationen op på 12,7 % det år, og den var 13 % i 2003. Den mozambiquiske valuta mistede næsten 50 % af sin værdi mod dollar siden december 2000, selv om den begyndte at stabilisere sig i slutningen af 2001. Siden da har kursen været stabil.
En ny metical trådte i kraft 1. juli 2006. 1000 gamle meticais svarer til 1 ny metical. Begge valutaerne cirkulerede til 31. december 2006. Efter det kun er den nye valuta, som er gyldig, men den gamle vil kunne veksles i Mozambiques Bank indtil slutningen af 2012.
Økonomiske reformer har været omfattende. Mere end 1200 statsejede foretrak (for det meste små) privatiserede. Forberedelser for privatisering og/eller liberalisering er på vej for de genværende selskaberne med politisk indvirkning, inkluderet telekommunikationer, elektricitet, havne og jernbaner. Regeringen vælger med jævne mellemrum en strategisk udenlandsk investor når de privatiserer disse selskaber. I tillæg har toldsatserne været sænket, og behandlingen af told har været strømlinjeformet og reformeret. Regeringen introducerede en meget vellykket formueskat i 1999 som del af sine forsøg på at øge interne indtægt. Planer for 2003–04 inkluderede en reform af det kommercielle lovværk, betydelige reform af domstolene, styrking af den finansielle sektor, fortsat reform af velfærdstjenesterne og forbedret statsbudget, revideret statsbudget og eftersynsevnen.

## Samhandel
Importen forbliver næsten 40 % større end eksporten, men dette er en betydelig forbedring fra 4 til en forholdet, som var ret efter krigsårene. I 2003 var importen på $1,24 milliarder og eksporten var på $910 millioner. Støtteprogrammer har givet af udenlandske donorer og privat finansiering af udenlandske direkteinvesteringer i megaprojekter og deres tilsvarende råmaterieller har stort set kompenseret for bortfaldet af betalingsbalancen. Udsigterne for eksporten er opmuntrende på ikke alt på lang sigt, siden et antal udenlandske investeringsprojekter bør lede til betydelig eksportvækst og en bedre handelsbalance. MOZAL, et stort aluminiumsværk, som startede produktionen i midten af 2000, har i stor grad ekspanderet nationens handelsvolum. I 2007 fik Mozambique kontrollen og aktiemajoriteten i vandkraftselskabet Hidroeléctrica de Cahora Bassa (HCB), som står for kraftproduktionen fra Cahora Bassadæmningen ved Zambezifloden. Efter langvarige forhandlinger med Portugal har Mozambique nu 85 % af aktierne i selskabet. De to gasfelter Pande og Temane på land nordvest for byen Vilankulo blev påvist af olieselskabet Gulf i 1961 og 1967. Efter at det sydafrikanske olieselskab Sasol overtog operatørskabet og konstruerede en 865 km lang gasrørledning til Secunda i Sydafrika, kunne produktionen fra Temanefeltet startede op i februar 2004. Produktion fra Pandefeltet vil starte nogle år senere. Noget af gassen benyttes af indenlandsk industri ved industribyen Matola vest for hovedstaden Maputo. De sidste år har det været en øgende interesse for petroleumsleding i Mozambique, både på land og til havs. Selskabet Kenmare Resources Plc startede i 2006-2007 udvinding af tungmineral-sand i Moma i Nampulaprovinsen, med gennemførte og planlagte investeringer omkring 460 millioner US$. Med fuld produktion mod slutningen af 2009, vil der ligge 50% over udvindingsniveauet de ligger på mod slutningen af 2007: 800 000 ton ilmenitt, 56.000 ton zirkon og 21.000 ton rutil. Traditionel mozambiquisk eksport inkluderer cashewnødder, rejer, languster, bomuld, tømmer, tobak, fisk, kopra, sukker, te og citrusfrugter. De fleste af disse industrier bliver rehabiliteret. Mozambique er mindre afhængig af import for grundlæggende fødevarer og forældede varer på grund af jævn øgning i lokal produktion. Vigtigste importvarer er køretøjer, elektroniske varer, maskinvarer, olieprodukter og korn.
| Økonomiske nøgletal         | Værdi         | % af BNP | År, kilde           |
| --------------------------- | ------------- | -------- | ------------------- |
| BNP                         | 7,6 mia US$   |          | 2006, Verdensbanken |
| BNP (vækst) (Verdensbanken) | 7,70 %        |          | 2005, UNDP          |
| Handelsbalance              | -0,80 mia US$ |          | 2005, UNDP          |
| Betalingsbalance            | -0,76 mia US$ |          | 2005, UNDP          |
| Udviklingshjælp             | 1,28 mia US$  |          | 2005, UNDP          |
| BNP pr. indb                | 338 US$       |          | 2005, UNDP          |